# Lago Belgrano
Lago Belgrano är en sjö i Argentina.   Den ligger i provinsen Santa Cruz, i den södra delen av landet, 1 900 km sydväst om huvudstaden Buenos Aires. Lago Belgrano ligger 810 meter över havet. Arean är 50 kvadratkilometer. Den sträcker sig 9,6 kilometer i nord-sydlig riktning, och 12,1 kilometer i öst-västlig riktning.
Trakten runt Lago Belgrano består i huvudsak av gräsmarker. Trakten runt Lago Belgrano är nära nog obefolkad, med mindre än två invånare per kvadratkilometer.